# Altkyrillisches Alphabet
Das altkyrillische Alphabet ist ein Schriftsystem, das im Ersten Bulgarischen Reich im 9. oder 10. Jh. entwickelt wurde, um das Altkirchenslawische zu modernisieren. Das moderne kyrillische Alphabet wird weiterhin hauptsächlich für slawische Sprachen verwendet sowie für asiatische Sprachen, die sich unter dem kulturellen Einfluss Russlands während des 20. Jh. befanden.

## Geschichte
Obwohl anerkannt ist, dass Kyrill und Method als Urheber der glagolitischen Schrift gelten können, ist die Urheberschaft des kyrillischen Alphabetes immer noch Gegenstand akademischer Diskussion. Sie trägt zwar den Namen Kyrills, entstand jedoch nach heutiger Auffassung erst um die Mitte des 10. Jahrhunderts in Ostbulgarien am Hofe der bulgarischen Zaren in Preslaw, wahrscheinlich an der Schule von Preslaw. Eine Urheberschaft von Kyrill und Method, die ein Jahrhundert früher lebten, wäre somit ausgeschlossen.
Die früheste Form einer kyrillischen Handschrift, auch Ustaw benannt, basierte auf der griechischen Unzialschrift, angereichert mit Ligaturen und mit Buchstaben aus dem glagolitischen Alphabet für Konsonanten, die im Griechischen nicht vorhanden sind. Es gab keinen grafischen Unterschied zwischen Groß- und Kleinbuchstaben, der gleiche Schrifttypus wurde im Bedarfsfall einfach größer geschrieben. Die nach Kyrill benannte kyrillische Schrift bedient sich Zeichen, die aus der griechischen Schrift entnommen sind, sowie weiterer Zeichen, unter anderem angelehnt an die hebräische Schrift für slawische Laute, die im Griechischen nicht existieren.
Seit seiner Schöpfung hat sich das kyrillische Alphabet immer wieder den Veränderungen der gesprochenen Sprache angepasst und auch regionale Variationen entwickelt, um die Eigenarten der Nationalsprachen auch grafisch wiederzugeben. Die Schrift war immer wieder akademischen Reformen unterworfen und auch politischen Dekreten. Unterschiedliche Variationen des kyrillischen Alphabets werden also verwendet, um den Sprachen des östlichen Europas und nördlichen Asiens ein grafisches Schriftbild zu geben.
Die erste russische Rechtschreibreform erfolgte 1708 durch Zar Peter I. von Russland. Die neu eingeführte Schriftart wurde Graschdanski schrift (Гражданский шрифт, „Bürgerliche Schrift“) genannt, mit der Absicht einen profanen Schreibstil zu kreieren, im Gegensatz zur kirchlichen Schriftart Zerkownoslawjanski schrift. Einige Buchstaben und auch Pausenzeichen wurden entfernt, da sie nur noch eine historische Bedeutung hatten. Mittelalterliche Buchstabenformen, die damals immer noch als Schriftzeichen Verwendung fanden, wurden grafisch so gestaltet, dass sie Bezüge zu lateinischen Typen aufwiesen. Somit wurde die mittelalterliche Formgebung der einzelnen Buchstaben an moderne, barocke Schriftvorlagen angepasst. Bei dieser Schreibreform wurde die westeuropäische Renaissanceformensprache der Buchstaben übersprungen. Die Reform hatte also weitreichende Folgen und beeinflusste nachfolgend die kyrillische Rechtschreibung und Graphologie der Buchstaben in nahezu allen slawischen Sprachen. Die ursprüngliche Orthographie und Schriftsatz-Standards sind nur noch im Kirchenslawischen erhalten.
Ein verständliches Repertoire früher kyrillischer Zeichen ist im Unicode-5.1-Standard enthalten, der am 4. April 2008 veröffentlicht wurde. Diese Zeichen und ihre distinktiven Buchstabenformen werden in spezialisierten Computer-Zeichensätzen für Slawistik dargestellt.

## Das Alphabet
| Bild | Unicode   | Name (Kyrillisch) | Name (Translit.) | Name (IPA)           | Trans.      | IPA                           | Herkunft                          | Anm. |
|      | А а       | азъ               | azŭ              | [azŭ]                | a           | [a]                           | Griechisch Alpha Α                | „Ich“ |
|      | Б б       | боукы             | buky             | [buky], [bukŭi]      | b           | [b]                           | von В unten abgeleitet?           | „Buchstaben“ |
|      | В в       | вѣдѣ              | vědě             | [vædæ]               | v           | [v]                           | Griechisch Beta Β                 | „Wissen“ |
|      | Г г       | глаголи           | glagoli          | [ɡlaɡoli]            | g           | [ɡ]                           | Griechisch gamma Γ                | „tun“ |
|      | Д д       | добро             | dobro            | [dobro]              | d           | [d]                           | Griechisch Delta Δ                | „gut“ |
|      | Є є       | єсть              | estĭ             | [ɛstĭ]               | e           | [ɛ]                           | Griechisch epsilon Ε              | „bin“ oder „ist“ – Gegenwartsform des Verbs „sein“ |
|      | Ж ж       | живѣтє            | živěte           | [ʒivætɛ]             | ž, zh       | [ʒ]                           | Glagolitisch zhivete Ⰶ            | „lebe“ |
|      | Ѕ ѕ / Ꙃ ꙃ | ѕѣло              | dzělo            | [dzælo]              | dz          | [dz]                          | Griechisch Schluss-Sigma ς        | „sehr“ |
|      | З з / Ꙁ ꙁ | земля             | zemlja           | [zemlja]             | z           | [z]                           | Griechisch Zeta Ζ                 | Aus der ersten Form entwickelte sich die zweite. „Erde“ |
|      | И и       | ижє               | iže              | [iʒɛ]                | i           | [i]                           | Griechisch Eta Η                  | „wessen“ |
|      | І і / Ї ї | и/ижеи            | i/ižei           | [i, iʒɛі]            | i, I        | [i]                           | Griechisch iota Ι                 | „und“ |
|      | Ћ ћ       | гѥрв              | gerv, gjerv      | [d ͡ʒɛrv], [djɛrv]    | đ, dj       | [d ͡ʒ], [dj]                   | Glagolitisch djerv Ⰼ ?            | Wiederbelebt für Serbisches Alphabet. Im Russischen zur Transkription von glagolitischen Texten verwendet.                                                      |
|      | К к       | како              | kako             | [kako]               | k           | [k]                           | Griechisch Kappa Κ                | „als“ |
|      | Л л       | людиѥ             | ljudije          | [ljudijɛ]            | l           | [l]                           | Griechisch Lambda Λ               | „Leute“ |
|      | М м       | мыслитє           | myslite          | [myslitɛ]/[mŭislitɛ] | m           | [m]                           | Griechisch My Μ                   | „denke“ |
|      | Н н       | нашь              | našĭ             | [naʃĭ]               | n           | [n]                           | Griechisch Ny Ν                   | „unser“ |
|      | О о       | онъ               | onŭ              | [onŭ]                | o           | [o]                           | Griechisch Omikron Ο              | „er“ oder „ist“ |
|      | П п       | покои             | pokoi            | [pokoj]              | p           | [p]                           | Griechisch Pi Π                   | „Ruhe“ |
|      | Р р       | рьци              | rĭci             | [rĭtsi]              | r           | [r]                           | Griechisch Rho Ρ                  | „sprechen“ |
|      | С с       | слово             | slovo            | [slovo]              | s           | [s]                           | Griechisch Sigma Ϲ                | „Wort“ oder „Rede“ |
|      | Т т       | тврьдо            | tvrdo            | [tvr̥do]              | t           | [t]                           | Griechisch Tau Τ                  | „hart“; „sicher“ |
|      | Ѹ ѹ / Ꙋ ꙋ | оукъ              | ukŭ              | [ukŭ]                | u           | [u]                           | Griechisch Omikron-Ypsilon ΟΥ / Ȣ | Aus der ersten Form entwickelt sich die zweite, eine vertikale Ligatur. „Lernen“                                                                                |
|      | Ф ф       | фрьтъ             | frtŭ             | [fr̤̥tŭ]               | f           | [f]                           | Griechisch Phi Φ                  | |
|      | Х х       | хѣръ              | xěrŭ             | [xærŭ]               | x           | [x]                           | Griechisch Chi Χ                  | |
|      | Ѡ ѡ/ Ꙍ ꙍ  | отъ               | otŭ              | [otŭ]                | ō, w        | [oː]                          | Griechisch Omega ω                | „von“ |
|      | Ц ц       | ци                | ci               | [tsi]                | c           | [ts]                          | Glagolitisch tsi Ⱌ                | |
|      | Ч ч       | чрьвь             | črvĭ             | [tʃr̤̥vĭ]              | č, ch       | [tʃ]                          | Glagolitisch cherv Ⱍ              | „Wurm“ |
|      | Ш ш       | ша                | ša               | [ʃa]                 | š, sh       | [ʃ]                           | Glagolitisch sha Ⱎ                | |
|      | Щ щ       | шта               | šta              | [ʃta]                | št, sht     | [ʃt]                          | Glagolitisch schta Ⱋ              | Später volksetymologisch als Ш-Т-Ligatur analysiert |
|      | Ъ ъ       | ѥръ               | jerŭ             | [jɛrŭ]               | ŭ, u:       | [ŭ]                           | Glagolitisch yer Ⱏ                | |
|      | Ꙑ ꙑ       | ѥры               | jery             | [jɛry]               | y           | [y], oder möglicherweise [ŭi] | Ъ-I- oder Ъ-И-Ligatur             | |
|      | Ь ь       | ѥрь               | jerĭ             | [jɛrĭ]               | ĭ, i:       | [ĭ]                           | Glagolitisch yerj Ⱐ               | |
|      | Ѣ ѣ       | ять               | jatĭ             | [jatĭ]               | ě           | [æ]                           | Glagolitisch yat Ⱑ ?              | |
|      | Ю ю       | ю                 | ju               | [ju]                 | ju          | [iu]                          | I-ОУ-Ligatur, das У entfällt      | Es gab kein [jo] im frühen Slawischen, sodass I-ОУ und I-О nicht unterschieden werden mussten.                                                                  |
|      | Ꙗ ꙗ       | я                 | ja               | [ja]                 | ja          | [ia]                          | I-А-Ligatur                       | |
|      | Ѥ ѥ       | ѥ                 | jeː              | [jɛ]                 | je          | [iɛ]                          | І-Є-Ligatur                       | |
|      | Ѧ ѧ       | ѧсъ               | ęsŭ              | [ɛ̃sŭ]                | ę, ẽ        | [ɛ̃]                           | Glagolitisch ens Ⱔ                | Russischer Name: юсъ малый (kleines yus). |
|      | Ѩ ѩ       | ѩсъ               | jęsŭ             | [jɛ̃sŭ]               | ję, jẽ      | [jɛ̃]                          | I-Ѧ-Ligatur                       | Russischer Name: юсъ малый йотированный (jotiertes kleines yus)                                                                                                 |
|      | Ѫ ѫ       | ѫсъ               | ǫsŭ              | [ɔ̃sŭ]                | ǫ, õ        | [ɔ̃]                           | Glagolitisch ons Ⱘ                | Russischer Name: юсъ большой (großes yus) |
|      | Ѭ ѭ       | ѭсъ               | jǫsŭ             | [jɔ̃sŭ]               | jǫ, jõ      | [jɔ̃]                          | I-Ѫ-Ligatur                       | Russischer Name: юсъ большой йотированный (jotiertes großes Yus)                                                                                                |
|      | Ѯ ѯ       | кси               | ksi              | [ksi]                | ks          | [ks]                          | Griechisch xi Ξ                   | Die letzten vier Buchstaben werden für die slawische Schrift nicht gebraucht, sie werden nur zum Nummerieren und bei Einfügungen aus dem Griechischen benötigt. |
|      | Ѱ ѱ       | пси               | psi              | [psi]                | ps          | [ps]                          | Griechisch Psi Ψ                  | Die letzten vier Buchstaben werden für die slawische Schrift nicht gebraucht, sie werden nur zum Nummerieren und bei Einfügungen aus dem Griechischen benötigt. |
|      | Ѳ ѳ       | фита              | fita             | [fita]               | θ, th, T, F | [t]/[θ]/[f]                   | Griechisch Theta Θ                | Die letzten vier Buchstaben werden für die slawische Schrift nicht gebraucht, sie werden nur zum Nummerieren und bei Einfügungen aus dem Griechischen benötigt. |
|      | Ѵ ѵ       | ижица             | ižica            | [iʒitsa]             | ü, v        | [ɪ], [y], [v]                 | Griechisch Ypsilon Υ              | Die letzten vier Buchstaben werden für die slawische Schrift nicht gebraucht, sie werden nur zum Nummerieren und bei Einfügungen aus dem Griechischen benötigt. |

Neben diesen Buchstabenformen gab es einige Schreibvarianten, Ligaturen und regionale Varianten, die alle im Laufe der Zeit Änderungen unterworfen waren.

## Zahlen, diakritische Zeichen und Zeichensetzung
Jeder Buchstabe hatte auch einen numerischen Wert, der vom entsprechenden griechischen Buchstaben übernommen wurde. Ein Titlo über einigen Buchstaben konnte ihre Verwendung als Zahl kennzeichnen. Siehe dazu auch Kyrillische Zahlschrift.
Verschiedene diakritische Zeichen, aus der griechischen polytonischen Orthographie übernommen, wurden ebenfalls verwendet. Sie werden nicht auf allen Web-Browsern korrekt dargestellt. Sie müssten direkt über dem Buchstaben stehen, nicht oben rechts über dem Buchstaben:
ӓ Trema, diaeresis (U+0308)
а̀ Varia (Gravis), für Betonung auf der letzten Silbe (U+0340)
а́ Oksia (Akut), bezeichnet eine betonte Silbe (Unicode U+0341)
а҃ Titlo, bezeichnet Abkürzungen bzw. Zahlwörter (U+0483)
а҄ Kamora (Zirkumflex), bezeichnet Palatalisierung (U+0484); dient im späteren Kirchenslawisch zur Unterscheidung von Pluralformen mit gleichlautenden Singularformen.
а҅ Dasia bzw. Spiritus asper, Hauchlaut (U+0485)
а҆ Psili, Swatel'tse bzw. Spiritus lenis (U+0486), bezeichnet vokalischen Anlaut, zumindest im späteren Kirchenslawisch.
а҆̀ Die Kombination von Swatel'tse und Varia heißt Apostrof.
а҆́ Die Kombination von Swatel'tse und oksia heißt Iso.
Zeichensetzung:
· Mittelpunkt (Schriftzeichen) (U+0387), zur Worttrennung verwendet
, Komma (U+002C)
. Punkt (Satzzeichen) (U+002E)
։ Armenisch Punkt (Satzzeichen) (U+0589), ähnelt einem Doppelpunkt
჻ Georgisch zur Trennung von Absätzen (U+10FB)
⁖ triangular colon (U+2056, added in Unicode 4.1)
⁘ diamond colon (U+2058, added in Unicode 4.1)
⁙ quintuple colon (U+2059, added in Unicode 4.1)
; Griechisch Fragezeichen (U+037E), ähnelt einem Strichpunkt
! Ausrufezeichen (U+0021)